# Număr Markov

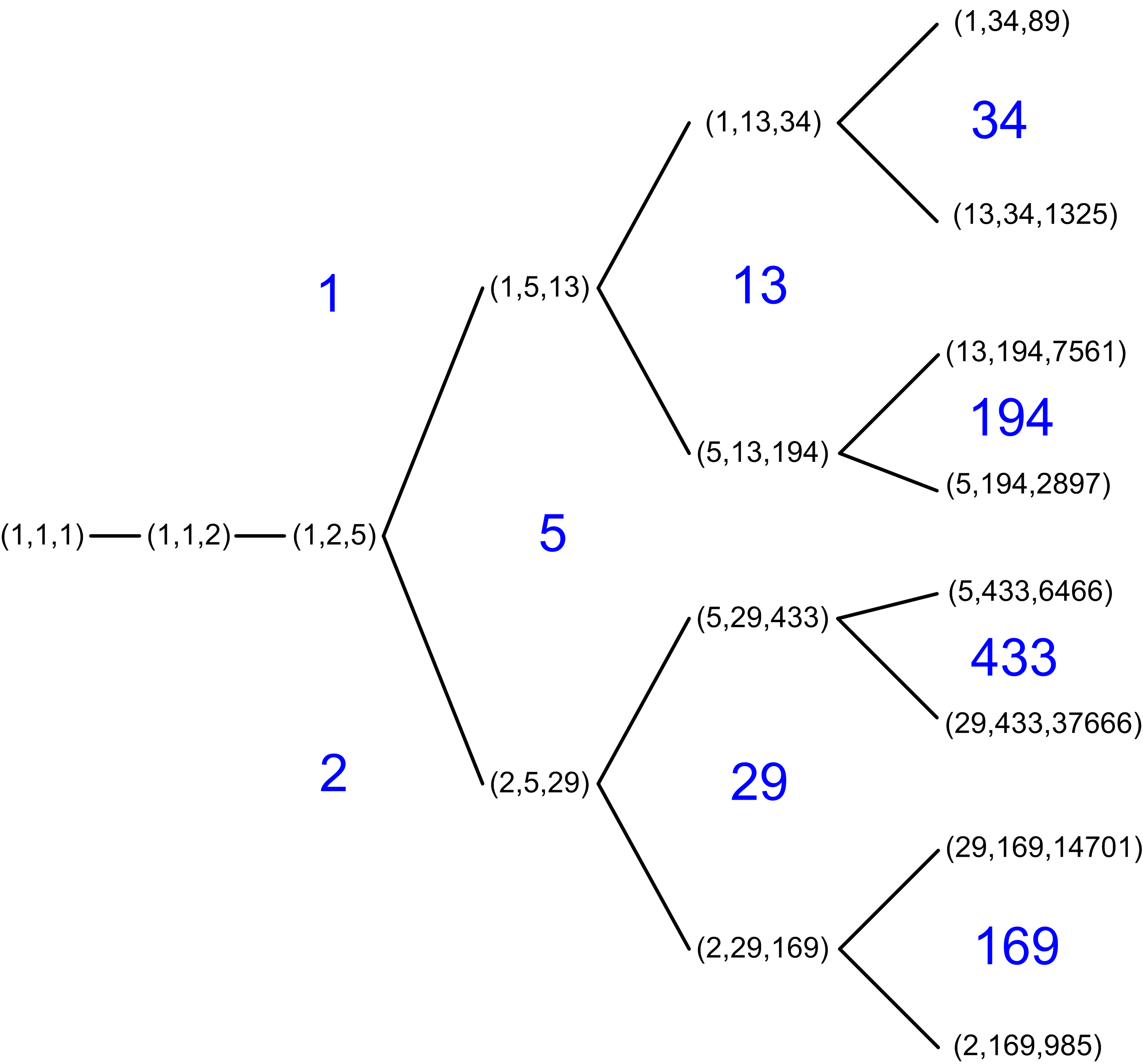
Primele ramuri ale arborelui de numere Markov

A nu se confunda cu: Constanta Markov.
În teoria numerelor, un număr Markov sau număr Markoff este un număr întreg pozitiv x, y sau z care sunt soluții ale ecuației diofantice:
{\displaystyle x^{2}+y^{2}+z^{2}=3xyz.}
Poartă numele matematicianului rus Andrei Markov. 

## Exemple
Primele numere Markov sunt:
1, 2, 5, 13, 29, 34, 89, 169, 194, 233, 433, 610, 985, 1325, ... 
Triplete de numere Markov sunt: [1, 1, 1], [1, 2, 5], [1, 5, 13] ș.a.m.d. (vezi imaginea) 

## Proprietăți
Toți divizorii primi ai numerelor Markov (în afara lui 2) sunt de forma 4⋅k+ 1. 
Numerele Markov impare sunt de forma 4⋅k + 1; iar numerele Markov pare sunt de forma 32⋅k + 2. 